# Líbano en los Juegos Olímpicos de Squaw Valley 1960
Líbano estuvo representado en los Juegos Olímpicos de Squaw Valley 1960 por dos deportistas masculinos que compitieron en esquí alpino.
El equipo olímpico libanés no obtuvo ninguna medalla en estos Juegos.